# Flaggen und Wappen der Woiwodschaften Polens

Wappen Polens

Diese Liste führt die Wappen, Flaggen und Logos der 16 polnischen Woiwodschaften auf.
Diese Woiwodschaften stellen größtenteils historische Gebiete dar.

## Flaggen
Sowohl die 16 Woiwodschaften, als auch die Landkreise und Gemeinden Polens verfügen über eigene Flaggen, die teilweise auf historische Vorbilder zurückgehen. So stammt die rot-weiße Flagge Danzigs noch aus der Zeit der Hanse, während die Woiwodschaft Oppeln Wappen und Flagge von Oberschlesien als Vorbild übernahm. Die Woiwodschaft Großpolen benutzt Wappen und Flagge von König Przemysław II.

## Wappen
Das polnische Wappen, das in den Wappen einiger Woiwodschaften vorkommt, ist ein gekrönter weißer Adler auf rotem Hintergrund und stammt aus der Zeit des polnischen Königreichs. Einer Legende zufolge beschloss der legendäre erste Herrscher Polens, Lech, beim Anblick eines Adlers, der bei Sonnenuntergang in seinem Horst nistete, dieses Bild als sein Emblem zu verwenden.

## Liste
| Woiwodschaft deutscher Name         | Lage | Logo | Wappen | Flagge | Anmerkungen |
| ----------------------------------- | ---- | ---- | ------ | ------ | --- |
| Dolnośląskie Niederschlesien        |      |      |        |        | Flagge und Wappen führen den schwarzen schlesischen Adler. Das Wappen Schlesiens stellt einen gelbbewehrten, schwarzen Adler auf goldenem Grund dar. Auf der Brust trägt der Adler einen weißen Halbmond mit einem Kreuz versehen. Das Logo zeigt ein zweifarbiges, geschriebenes „d“ über einer Welle. |
| Kujawsko-Pomorskie Kujawien-Pommern |      |      |        |        | Das Wappen führt die Kujawische Hybride (Hybryda kujawska). Die Flagge nimmt die Farben der Doppelfigur aus Adler und Löwe aus dem Wappen auf. |
| Lubelskie Lublin                    |      |      |        |        | Wappen und Flagge zeigen einen steigenden weißen Hirsch mit goldener Krone um den Hals. Das Logo der Woiwodschaft zeigt das Wort „Lubelskie“ in weiß auf rotem Grund neben dem stilisierten Wappen. |
| Lubuskie Lebus                      |      |      |        |        | Das Wappen zeigt den polnischen Adler, der die schon im Mittelalter (10. bis 13. Jahrhundert) bestehende Verbindung des Lebuser Landes mit Polen versinnbildlichen soll. Die beiden Sterne werden offiziell als Symbole der beiden Wojewodschaftshauptstädte Gorzów Wielkopolski (Landsberg) und Zielona Góra (Grünberg), die grüne Farbe als Ausdruck des Waldreichtums gedeutet. |
| Łódzkie Lodsch                      |      |      |        |        | Das Wappen zeigt die Wappen der ehemaligen Woiwodschaften Sieradz, Łęczyca und Rawa. Die Flagge nimmt die Hintergrundfarben des Wappens auf. |
| Małopolskie Kleinpolen              |      |      |        |        | Das Wappen dieser (nach der „Wielkopolska“) zweiten mittelalterlichen „Keimzelle“ Polens zeigt eine ähnliche Gestaltung wie das polnische Nationalwappen. Die Farbgebung wiederholt sich in der Flagge. Das Logo zeigt eine blau gezeichnete Krone mit einem stilisierten Fluss darin. |
| Mazowieckie Masowien                |      |      |        |        | Das Wappen zeigt ebenfalls eine ähnliche Gestaltung wie das polnische Nationalwappen und findet sich identisch am Liek der Flagge. Das Logo zeigt das geschriebene Wort „Mazowsze“, wobei das „M“ einem Herzen gleicht. Darunter steht in gedruckten Buchstaben „serce Polski“ (Herz Polens). |
| Opolskie Oppeln                     |      |      |        |        | Der halbierte goldene Adler aus dem Wappen der Stadt Oppeln auf blauem Grund ist hier ganz dargestellt. Das Logo der Woiwodschaft zeigt den stilisierten Piastenturm über zwei Wellen. Rechts daneben steht „OPOLSKIE“. |
| Podkarpackie Karpatenvorland        |      |      |        |        | |
| Podlaskie Podlachien                |      |      |        |        | Das Wappen der an Litauen und Belarus grenzenden Woiwodschaft zeigt oben den polnischen weißen Adler und unten das Symbol „Pogoń“ (litauisch „Vytis“, belarussisch „Pahonia“), das traditionelle Wappensymbol Litauens und historische (derzeit amtlich nicht verwendete) Wappenbild von Belarus. Bis auf die Farbgebung des unteren Feldes und die Gestaltung des Adlers im oberen Feld ähnelt das Wappen der Woiwodschaft demjenigen seiner Hauptstadt Białystok. Das Logo zeigt einen Wisent, der aus vielen farbigen Quadraten besteht. Es wurde von Leon Tarasewicz entworfen. |
| Pomorskie Pommern                   |      |      |        |        | Das Wappen Pommerns wird durch den Greifen als Wappentier dominiert. Der Pommersche Greif blieb auch nach dem Aussterben der Greifenherzöge das Symbol des Landes Pommern. |
| Śląskie Schlesien                   |      |      |        |        | Das schlesische Wappen geht auf die Herzöge von Oppeln zurück und zeigt einen gelbbewehrten, gelben Adler auf blauem Grund. In dieser Farbgebung ist das Wappen seit dem 14. Jahrhundert nachweisbar. |
| Świętokrzyskie Heiligkreuz          |      |      |        |        | |
| Warmińsko-Mazurskie Ermland-Masuren |      |      |        |        | In der unteren Hälfte des Wappens finden sich Symbole des Ermlandes (Widder) und des einstigen Herzogtums Preußen (schwarzer Adler mit dem Buchstaben S auf der Brust, der für den polnischen König Sigismund I. stehen soll, welcher 1525 die Lehenshoheit über das neu gegründete Herzogtum übernahm). Im oberen Feld befindet sich der polnische Adler: Erinnerung daran, dass Ermland und Masuren/Preußen vom 15. bis ins 18. Jahrhundert unter polnischer Herrschaft (Ermland) bzw. Lehenshoheit standen.                                                                      |
| Wielkopolskie Großpolen             |      |      |        |        | Als mittelalterliche „Keimzelle“ Polens führt die Region „Wielkopolska“ den polnischen weißen Adler im Wappen. |
| Zachodniopomorskie Westpommern      |      |      |        |        | Das Wappen Westpommerns wird durch einen roten Greifen als Wappentier dominiert. |